# Alles mit Gott und nichts ohn' ihn
Con Alles mit Gott und nichts ohn' ihn (in tedesco, "Tutto con Dio e niente senza di lui") BWV 1127 ci si riferisce ad una composizione di Johann Sebastian Bach.

## Storia
Si tratta di un'aria per soprano, archi e basso continuo composta da Bach nell'ottobre 1713 su testo del teologo Johann Anton Mylius. La composizione, che si credeva perduta, venne ritrovata il 17 maggio 2005 a Weimar da Michael Maul, un ricercatore del Bach Archive. L'ultimo lavoro ritrovato di Bach era tornato alla luce nel 1935.
Le parole Alles mit Gott und nichts ohn' ihn, incipit dell'aria, erano il motto del duca Guglielmo Ernesto di Sassonia-Weimar, presso il quale Bach si trovava a servizio. La composizione, impostata da Bach in forma strofica, è un'ode in onore del suo 52º compleanno. Il manoscritto autografo venne custodito dal XVIII secolo nella biblioteca della duchessa Anna Amalia a Weimar, insieme ad altro materiale cartaceo relativo alle celebrazioni per i compleanni del duca.

## Registrazioni
La composizione è stata registrata da John Eliot Gardiner, Ton Koopman e Masaaki Suzuki:
- Bach/Alles mit Gott, John Eliot Gardiner, Elin Manahan Thomas, Principals of the English Baroque Soloists, Soli Deo Gloria.
- J.S. Bach: Complete Cantatas Vol. 20, Ton Koopman, Amsterdam Baroque Orchestra, Lisa Larsson, Antoine Marchand.
- J.S. Bach: J.S. Bach: Cantatas Vol. 30, Masaaki Suzuki, Bach Collegium Japan, Carolyn Sampson, BIS.